# Campeonato Mundial de Remo de 1974
O Campeonato Mundial de Remo de 1974 foi a quarta edição do Campeonato Mundial de Remo,  foi realizado em Rotsee, em Lucerna, Suíça. Foi o primeiro ano que teve a participação do naipe feminino no mundial.

## Resultados

### Masculino
| Evento             | Ouro | Ouro    | Prata | Prata   | Bronze | Bronze  |
| ------------------ | --- | ------- | --- | ------- | --- | ------- |
| Evento             | País e remadores | Tempo   | País e remadores | Tempo   | País e remadores | Tempo   |
| M1x                | Alemanha Oriental · Wolfgang Hönig | 7:20.11 | Estados Unidos · James Willam Dietz | 7:23.95 | União Soviética · Mykola Dovhan | 7:24.74 |
| M2x                | Alemanha Oriental · Joachim Dreifke · Jürgen Bertow | 6:35.95 | Noruega · Alf Hansen · Frank Hansen | 6:38.34 | Grã-Bretanha · Chris Baillieu · Michael Hart | 6:43.32 |
| M4x                | Alemanha Oriental · Joachim Dreifke · Götz Draeger [de] · Rüdiger Reiche · Jürgen Bertow                                                                      | 6:04.01 | União Soviética · Mustafajew · Kochel · Yuriy Yakimov · Gennadi Korshikov | 6:05.79 | Tchecoslováquia · Filip Koudela · Zdeněk Pecka · Miroslav Laholík · Jaroslav Hellebrand                                                                              | 6:08.12 |
| M2-                | Alemanha Oriental · Bernd Landvoigt · Jörg Landvoigt | 6:59.09 | Roménia · Ilie Oanta · Dumitru Grumecescu | 7:03.99 | Polónia · Alfons Slusarski · Zbigniew Slusarski | 7:04.64 |
| M4-                | Alemanha Oriental · Siegfried Brietzke · Andreas Decker · Stefan Semmler · Wolfgang Mager                                                                     | 6:19.20 | União Soviética · Raul Arnemann · Nikolay Kuznetsov · Sergei Posdejew · Anushavan Gassan-Dzhalalov                                                                           | 6:22.83 | Alemanha Ocidental · Peter van Roye · Klaus Jäger [de] · Bernd Truschinski [de] · Reinhard Wendemuth                                                                 | 6:27.01 |
| M2+                | União Soviética · Vladimir Eshinov · Nikolay Ivanov · Aleksandr Lukyanov                                                                                      | 7:21.90 | Alemanha Oriental · Wolfgang Gunkel · Jörg Lucke · Klaus-Dieter Neubert | 7:27.86 | Tchecoslováquia · Oldřich Svojanovský · Pavel Svojanovský · Vladimír Petříček                                                                                        | 7:29.93 |
| M4+                | Alemanha Oriental · Andreas Schulz · Rüdiger Kunze · Ullrich Dießner · Walter Dießner · Wolfgang Groß                                                         | 6:26.38 | União Soviética · Gennadi Moskowski · Alexander Pljuschkin · Wladimir Wassiljew · Anatoli Nemtyrjow · Igor Rudakov                                                           | 6:27.34 | Alemanha Ocidental · Hans-Johann Färber · Ralph Kubail · Peter-Michael Kolbe · Peter Niehusen · Uwe Benter                                                           | 6:27.98 |
| M8+                | Estados Unidos · Alan Shealy · Hugh Stevenson · Richard Cashin · Mark Norelius · John Everett · Mike Vespoli · Tim Mickelson · Kenneth Brown · David Weinberg | 5:46.37 | Grã-Bretanha · Frederick Smallbone · John Yallop · Tim Crooks · Hugh Patrick Matheson · David Lindsay Maxwell · Jim Clark · Bill Mason · Leonard Robertson · Patrick Sweeney | 5:47.49 | Nova Zelândia · Tony Hurt · Danny Keane · Lindsay Wilson · Athol Earl · Trevor Coker · Alec McLean · Dave Rodger · Ross Blomfield · David Simmons                    | 5:47.84 |
| Lightweight events | |         | |         | |         |
| LM1x               | Estados Unidos · William Belden | 7:33.72 | Países Baixos · Harald Punt | 7:36.80 | Suíça · Reto Wyss [de] | 7:36.96 |
| LM4-               | Austrália · Campbell Johnstone · Andrew Michelmore · Geoffrey Rees · Colin Smith                                                                              | 6:38.12 | Países Baixos · Los · Hans Pieterman · Jannes Bruyn · Hans Lycklama | 6:43.26 | Estados Unidos · Andrew Washburn · Barry Selick · James Ehrmann · Peter Huntsman                                                                                     | 6:43.48 |
| LM8+               | Estados Unidos · Matthew Baldino · Joseph Gayner · Ralph Nauman · David Harman · Eric Aserlind · Richard Ewing · Mick Feld · Richard Grogan · John Hartigan   | 6:15.25 | Países Baixos · Cornelis Bos · L. Burghgraef · E. van der Snoek · W. Mulder · B. van Aken · G. van der Werff · Ch. Hoynck van Papendrecht · H. Hommen · M. van de Broek      | 6:17.54 | Alemanha Ocidental · Uwe Barwig · Wolfgang Fritsch · Paul Lutz · Julius Nick · Lutz Kalmbacher · Michael Speth [de] · Ekkehard Braun · Wolfgang Gabler · Willi Seyer | 6:17.54 |

### Feminino
| Evento | Ouro | Ouro    | Prata | Prata   | Bronze | Bronze  |
| ------ | --- | ------- | --- | ------- | --- | ------- |
| Evento | País e remadores | Tempo   | País e remadores | Tempo   | País e remadores | Tempo   |
| W1x    | Alemanha Oriental · Christine Scheiblich | 3:46.52 | União Soviética · Genowaite Romashkene | 3:52.38 | Bélgica · Christine Wasterlain | 3:53.08 |
| W2x    | União Soviética · Yelena Antonova · Galina Yermolayeva | 3:24.00 | Alemanha Ocidental · Astrid Hohl · Regine Adam | 3:26.43 | Alemanha Oriental · Gisela Medefindt [de] · Rita Schmidt                                                                                         | 3:28.78 |
| W4x+   | Alemanha Oriental · Roswietha Reichel · Ursula Wagner · Jutta Lau · Sybille Tietze · Liane Weigelt                                                                         | 3:19.81 | Roménia · Ioana Tudoran · Elisabeta Lazăr · Doina Bardas · Teodora Boicu · Elena Giurcă                                                                                    | 3:21.92 | União Soviética · Nadeschda Scherbak · Natalja Gorodilowa · Walentina Iwtschenkowa · Antonina Marischkina · Irina Moisejenko                     | 3:22.64 |
| W2-    | Roménia · Marilena Ghita · Cornelia Neascu | 3:43.12 | Alemanha Oriental · Renate Bänsch [de] · Bergit Heinze | 3:45.18 | União Soviética · Janina Tschigowskaja · Ruta Weinzerga                                                                                          | 3:45.43 |
| W4+    | Alemanha Oriental · Rosel Nitsche [de] · Angelika Noack · Renate Schlenzig [de] · Sabine Dähne · Christa Karnath [de]                                                      | 3:28.99 | Países Baixos · Liesbeth Vosmaer-de Bruin · Ingrid Munneke-Dusseldorp · Maria Steenman · Louise de Graaff · M. Kraayenhof                                                  | 3:31.19 | Roménia · Marlene Predescu · Kabat · Avram · Chertic · Aneta Matei                                                                               | 3:32.71 |
| W8+    | Alemanha Oriental · Henrietta Dobler · Helma Lehmann · Ilona Richter · Bianka Schwede · Brigitte Ahrenholz · Irina Müller · Gunhild Blanke · Doris Mosig · Sabine Brickner | 3:04.82 | União Soviética · Nina Bistrowa · Walentina Rubkowa · Nina Abramova · Sofia Schurkalowa · Walentina Jermakowa · Sergejewa · Wera Aleksejewa · Nina Filatowa · Nina Frolova | 3:05.05 | Roménia · Elena Oprea · Florica Petcu · Georgeta Militaru · Cristel Wiener · Aurelia Marinescu · Luliana Balaban · Avram · Chertic · Aneta Matei | 3:08.31 |

## Quadro de medalhas
|       | Country            | Ouro | Prata | Bronze | Total |
| ----- | ------------------ | ---- | ----- | ------ | ----- |
| 1     | Alemanha Oriental  | 10   | 2     | 1      | 13    |
| 2     | Estados Unidos     | 3    | 1     | 1      | 5     |
| 3     | União Soviética    | 2    | 5     | 3      | 10    |
| 4     | Roménia            | 1    | 2     | 2      | 5     |
| 5     | Austrália          | 1    | 0     | 0      | 1     |
| 6     | Países Baixos      | 0    | 4     | 0      | 4     |
| 7     | Alemanha Ocidental | 0    | 1     | 3      | 4     |
| 8     | Reino Unido        | 0    | 1     | 1      | 2     |
| 9     | Noruega            | 0    | 1     | 0      | 1     |
| 10    | Tchecoslováquia    | 0    | 0     | 2      | 2     |
| 11    | Bélgica            | 0    | 0     | 1      | 1     |
| 11    | Nova Zelândia      | 0    | 0     | 1      | 1     |
| 11    | Polónia            | 0    | 0     | 1      | 1     |
| 11    | Suíça              | 0    | 0     | 1      | 1     |
| Total | Total              | 17   | 17    | 17     | 51    |